# Dataplore
Dataplore ist eine universelle Software für die Analyse von Signalen und Zeitreihen jeglicher Art. Eine Besonderheit ist die integrierte Datenschnittstelle zu Patientenmonitoren. Sie dient der PC-Datenerfassung und Datenanalyse von medizinischen Signalen und stellt so ein nützliches Werkzeug für die Intensivmedizin und die medizinische Forschung dar.

## Geschichte
Dataplore wurde seit 1995 in Zusammenarbeit mit verschiedenen Forschungsinstituten (RWTH Aachen, TFH Wildau, ixellence GmbH, Telematikinstitut an der TFH-Wildau) und von Informatikern, Physikern, Mathematikern und Medizinern entwickelt. Hervorgegangen ist Dataplore am Institut für Physiologie der RWTH Aachen.
Für den Entwurf der Software waren folgende Richtlinien maßgebend:
- auf dem neuesten Stand der Technik befindliche Funktionalität für moderne Systemanalyse
- einfach zu bedienende graphische Benutzeroberfläche
- höchster Grad von Integration einer umfassenden Auswahl von Signalverarbeitungsfunktionen in einer gemeinsamen Schnittstelle
- Unterstützung aller gängigen Hardware- und Softwareplattformen

## Verfahren, Funktionen und Anwendungsbereich
- Histogrammplot, 2D oder 3D Delay-Plots und Phasenplot von Signalen
- Berechnungen von Signalstatistiken (Mittelwert, Standardabweichung, Momente höherer Ordnung, Median, lineare Regressionskoeffizienten etc.), nichtlineare Regressionsverfahren und verschiedene statistische Hypothesentests
- Signalmanipulation (Subsampling, DC-Beseitigung, lineare Kompensation)
- Erzeugung von Surrogatdaten und Rauschsignalen (fraktales, Gauß- und Poisson-verteiltes Rauschen etc.)
- Arithmetische Operationen und mathematische Funktionen (sin, cos, exp, sinh, log, asin, erf etc.)
- Analytische Operationen (amplitude Ableitung, Integration, Autokorrelation, Kreuzkorrelation, analytische Phase, Hilbert-Transformation)
- Fourier-Transformation, Amplituden-, Leistungsdichte- und Phasenspektrum mit optionaler Fensterung, Kreuzspektrum, Chirp-z-Transformation, Cepstrum, Kohärenz, Hilbert-Transformation etc.
- Lineare Filter (FIR-Filter, IIR-Filter, Filterung im Frequenzbereich)
- Wavelet-Transformationen (Zerlegung und Rekonstruktion mit orthogonalen und biorthogonalen Wavelets, Approximation und Detail-Berechnung), Wavelet Packet Decomposition, Transientenrekonstruktion
- Methoden der nichtlinearen Dynamik (Recurrence Plots, Peak-to-peak-Intervalle, Korrelationsintegral und -dimension, globale und lokale Lyapunov-Exponenten, globale und lokale Transinformation zweier Zeitreihen, punktweise Kopplungsdivergenz, Delta-Test etc.)
- fortgeschrittene Rauschunterdrückungsmethoden („wavelet shrinking“ und nichtlineare Rauschunterdrückungsverfahren)
- Zahlreiche Standardfunktionen (wie Datei-Input/Output, Druckmöglichkeit etc.)
- Unterstützung von verschiedenen Dateiformaten (Dataplore Binär- und ASCII Formate, MegaWave, WAVE-Audio Dateien, ASCII-Rohdaten)
- Signal Handling (mausunterstütztes Clipping, Editieren von Signaleigenschaften)

### Besonderheiten
- Serielles Interface zu Philips Medical Systems CMS-Geräten (Patientenmonitoren)

Die CMS-Datenschnittstelle dient der PC-Datenerfassung und Datenanalyse von medizinischen Signalen. Neben der Aufzeichnung der auf dem Patientenmonitor erfassten Daten kann der Mediziner damit auch charakteristische Kenngrößen und Wechselwirkungen interessanter physiologischer Parameter ermitteln. Das Tool wird zu einer wichtigen Hilfe z. B. für die
Diagnoseunterstützung, für Langzeitstudien und für die Veröffentlichung von Forschungsergebnissen.
Die Monitordaten (EKG, Blutdruck, Puls, Atmung etc.) werden über die serielle Schnittstelle
übertragen und können auf dem PC abgelegt und weiterverarbeitet werden. Es werden sowohl Daten vom Typ WAVE als auch vom Typ NUMERIC unterstützt. Davon unabhängig ist die Verarbeitung von Daten aus anderen Quellen natürlich weiterhin möglich.

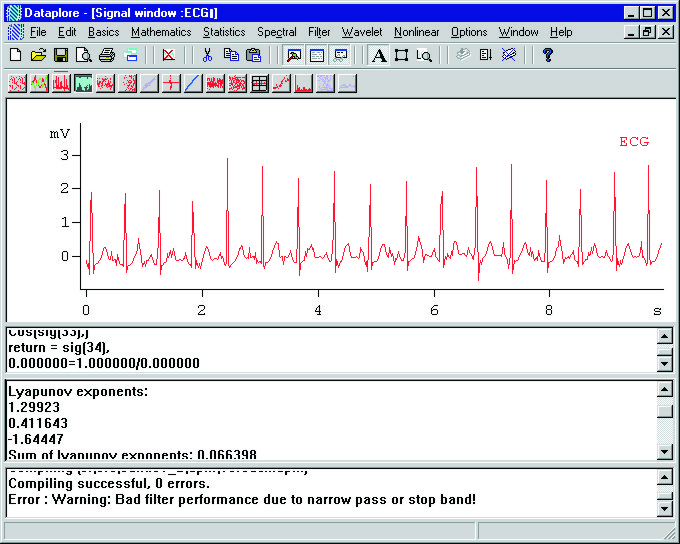
Signalfenster EKG

- Erweitertes Handling nicht-äquidistanter x/y-Daten
- komplexe Signale, zweidimensionale Signale und 3D-Plots

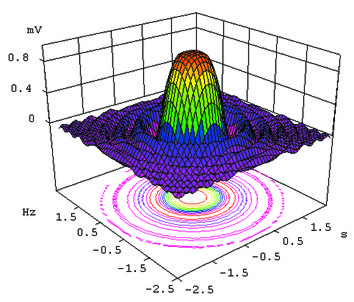
Screen 3D-Plot

- Macroprogrammierung und Batchmodeausführung
- Zeit-Frequenz-Spektren und Höhenlinienplots
- adaptive Filter und Schätzverfahren
- statistische Tests und Regressionsmethoden
- ARMA-, ARIMA-, ARMAX- und NARMA-Modellierung
- Tools zur Kopplungsanalyse von komplexen Systemen
- Methoden zur Analyse von instationären Prozessen und Zeitreihen
- „Multi-threading“ und „job control“
- Fitting (Kurvenanpassung) für zahlreiche mathematische Modelle

### Einsatz
Mögliche Einsatzgebiete sind z. B. die Analyse von biologischen und physiologischen Systemen, mechanischen Vibrationen, elektromagnetischen Signalen, epidemiologischen Studien, Zeitreihen in der Geologie, Finanzwirtschaft, Ökonomie und viele mehr.

## Alternativen
Alternativen zu Dataplore sind Stata, SAS, RATS bzw. WinRATS, Limdep sowie EViews, GNU R und gretl.